# Керегеш
Кереге́ш (рос. Керегеш) — селище у складі Новокузнецького району Кемеровської області, Росія. Входить до складу Терсинського сільського поселення.

## Населення
Населення — 44 особи (2010; 50 у 2002).
Національний склад (станом на 2002 рік):
- росіяни — 74 %